# LoQueYoTeDiga
LoQueYoTeDiga es un grupo de periodistas y documentalistas que realizaron desde 1989 hasta 2009 el programa semanal LoQueYoTeDiga en la Cadena SER los sábados, programa dedicado, como su propio nombre indicaba, al mundo del cine. Actualmente, El Cine de LoQueYoTeDiga es una de las webs de referencia de cine gracias al impulso de contenidos y de modernización, incluyendo la transición al lenguaje podcast, apoyándose en una amplia red comunitaria de usuarios.
El programa de "El Cine de LoQueYoTeDiga" presentaba los estrenos de la semana, con un estilo desenfadado pero a la vez riguroso. Muestra de este rigor eran las numerosas secciones de temporada (generalmente había una renovación de contenidos cada 6 meses) de las que constaba el programa: "personajes de la historia del cine español", "las escenas que nos hicieron cantar", etc. No se limitaban al presente, sino que también recuperaban el pasado con reportajes temáticos y secciones elaboradas trufadas de cortes, documentación y un estilo informativo, didáctico y ameno apoyándose también en anécdotas, curiosidades y dramatizaciones.
Entre sus personajes más recordados se encontraba Teófilo Necrófilo, supuestamente un pequeño niño psicópata (caníbal como su tío Hannibal Lecter) encargado de hacer las críticas a los estrenos de la semana desde su celda en el psiquiátrico, a la cual acudía un reportero atolondrado llamado Antonio Lavirgen. Del mismo modo el llamado Videotrón era una máquina con voz digital que se encargaba de realizar los reportajes de las películas que habían salido en VHS/DVD y de leer los correos electrónicos y mensajes de voz que enviaban los oyentes. También a destacar el corresponsal en Los Ángeles, Raymundo Hollywood, amante de los canapés y de los cotilleos de las estrellas, y Jack Bourbon, detective cinematográfico que siempre planteaba un juego a los oyentes como heredero de los grandes personajes del cine negro.
La composición del grupo de "LoQueYoTeDiga" estaba compuesto por Carlos López-Tapia, director; Antonio Martínez, Elio Castro, Juan Zavala, Diana Pérez, redactores, críticos; Gloria Núñez, actriz; y Marisa Bas y Ana Ferreiro, documentalistas. En sus comienzos fueron guionistas del programa Viaje con nosotros, presentado por Javier Gurruchaga en TVE y del espacio de humor dentro del informativo "Hora 25" de la Cadena SER en la primera mitad de la década de 1990, cuando este programa duraba 4 horas. En su formación inicial se encontraba el periodista Máximo Pradera.
En 2003, Antonio Martínez, Elio Castro y Juan Zavala publican bajo el nombre conjunto de "LoQueYoTeDiga" el libro titulado "El cine contado con sencillez" de la editorial MAEVA, en que desgranaban la historia del cine de forma sencilla. La experiencia literaria fue tan positiva que, en octubre de 2007, los mismos autores lanzaron una segunda parte llamada "El cine español contado con sencillez". 
En julio de 2006 dejó el programa María Guerra, uno de los nombres más reconocibles en el equipo, tras 15 años, siendo sustituida por Diana Pérez.
Tras 20 años de emisión, el 3 de abril de 2009 el equipo del programa comunicó la desaparición del mismo en conversación con Carles Francino en Hoy por hoy y con Gemma Nierga, en La ventana de la Cadena SER recibiendo el homenaje de los compañeros. La última emisión se realizó el sábado 4 de abril de 2009. Se anunció que todas las personas que lo realizaban iban a seguir vinculadas a la Cadena SER. 
Desde octubre de 2004, Nacho Gonzalo es el director de la transformación digital del programa en la web y el pódcast El Cine de LoQueYoTeDiga. Un sitio en el que se continúa con un estilo directo e inconfundible en la información desde diferentes perspectivas a la hora de hablar del cine a través de estrenos, películas, reportajes, actualidad, series, bandas sonoras y la carrera de los Oscar. 

## Web y podcast
“El Cine de LoQueYoTeDiga” es uno de los nombres de referencia de la información cinematográfica en España desde hace más de 35 años. Su labor se inició en el recordado programa de la Cadena SER estrenado en marzo de 1989, convirtiéndose en poco tiempo en todo un referente radiofónico, aunando rigurosidad, entretenimiento y prestigio y siempre respaldado por el cariño y la fidelidad de su audiencia y por el reconocimiento del sector. Además de en la radio, ha llevado a cabo incursiones en prensa, televisión y, de manera diaria, en esta página web lanzada al proceloso y amplio mundo de internet en 2004.
En 2002 el programa recibió la Antena de Plata entregada por la Federación de Asociaciones de Radio y Televisión, destacándose su labor divulgativa, y en 2004 fue merecedor de la Medalla del Círculo de Escritores Cinematográficos (CEC) a la mejor labor periodística. En 2007 también obtuvo el premio de la Asociación de Usuarios de Internet (AUI) a la mejor labor periodística en internet.
El podcast “El Cine de LoQueYoTeDiga” (en emisión desde diciembre de 2009 tomando el testigo del programa de la SER) ha sido candidato en los premios de la Asociación Podcast en la categoría de mejor edición y montaje en los años 2012 y 2013 y en la de mejor podcast de cine y televisión en 2014. También cuenta a nivel internacional con la nominación al mejor podcast en español en los iHeart Radio Podcast Awards 2020.

### Equipo del podcast "El Cine de LoQueYoTeDiga"
- Director: Nacho Gonzalo
- Subdirector y responsable técnico: Carlos Granell (Spooky)
- Redactores: Mary Carmen Rodríguez, Esther Escribano (Imogen), Iker González Urresti, Mónica Balboa
- Colaborador: Carlos López-Tapia

Emisión en la web de "El Cine de LoQueYoTeDiga", Apple, iVoox, RSS, Spotify y Google

### Secciones del Podcast "El Cine de LoQueYoTeDiga"
- Estrenos: El repaso a las novedades más interesantes de la cartelera de cine.
- Reportajes: Contenidos en los que a través de cortes y sonidos de películas, documentación y curiosidades hablamos de películas, actores de cine, efemérides de cine clásico, temas de actualidad o cómo se ha reflejado en la pantalla un determinado hecho histórico.
- Cinema Espresso: Las noticias que deja la actualidad cinematográfica.
- Colgados de la plataforma: Las mejores apuestas que podemos encontrar en las plataformas para disfrutar de buen cine en casa en el momento de más oferta y demanda de contenido audiovisual.
- Las favoritas: La crítica y recomendación de las mejores películas de la cartelera como guía para que el espectador nunca falle a la hora de ir al cine.
- Cine en serie: Reportaje sobre esas series de televisión imprescindibles que demuestran que la calidad, el interés y el valor cinematográfico no depende del tamaño de la pantalla en la que se vean.
- Hollywood canalla: Las páginas negras de la Historia de una industria del cine siempre llena de escándalos y polémicas.
- Conexión Oscar: El seguimiento a la carrera de premios que desemboca todos los años en la gran noche de los Oscar.
- In Memoriam: Recuerdo al legado que deja algún nombre destacado del cine tras su muerte pasando a la imperdurabilidad de nuestra memoria como cinéfilos
- Las cinco secuencias de...: Los momentos más relevantes que hemos visto en pantalla de una estrella de cine.
- Leer cine: Carlos López-Tapia relaciona desde las páginas de su biblioteca sonora un viaje dramatizado por algunas de sus pasiones (compartidas por muchos) como son los libros, el cine, la Historia y los viajes en el tiempo.
- Recordando clásicos: En pequeñas dosis clásicos de otras épocas con las estrellas, directores e historias que han hecho grande al cine y que siempre hay que reivindicar bien para ser revisitado por los cinéfilos o para ser descubierto por las nuevas generaciones.
- La Música Clásica De Nuestro Tiempo: Análisis divulgativo lleno de curiosidades sobre alguna banda sonora de reciente lanzamiento dejando claro que los que mejor han cogido el testigo de los compositores clásicos son los creadores de la música de cine.
- Actores que dan la nota: Las incursiones que han hecho en la canción (a veces de manera más afortunada que otras) las gentes del cine.
- Busco... Quiero saber...: Las preguntas y dudas que dejan los oyentes en el correo electrónico o a través de las redes sociales.

## Premios
Medallas del Círculo de Escritores Cinematográficos
| Año  | Categoría                | Resultado |
| ---- | ------------------------ | --------- |
| 2004 | Mejor labor periodística | Ganador   |